# Alyxia bracteolosa
Alyxia bracteolosa är en oleanderväxtart som beskrevs av Rich och Asa Gray. Alyxia bracteolosa ingår i släktet Alyxia och familjen oleanderväxter. Inga underarter finns listade i Catalogue of Life.